# Arthur Barnard
Arthur Barnard (auch Art Barnard; * 10. März 1929 in Seattle, Washington; † 1. Mai 2018 in La Jolla, Kalifornien) war ein US-amerikanischer Hürdenläufer, dessen Spezialstrecke die 110-Meter-Distanz war.
1951 wurde er Dritter bei der US-Meisterschaft. Im Jahr darauf qualifizierte er sich nach einem fünften Rang bei der nationalen Meisterschaft durch einen dritten Platz bei den US-Ausscheidungskämpfen für die Olympischen Spiele 1952 in Helsinki, bei denen er hinter seinen Landsleuten Harrison Dillard und Jack Davis die Bronzemedaille gewann.